# Вулканічний попіл

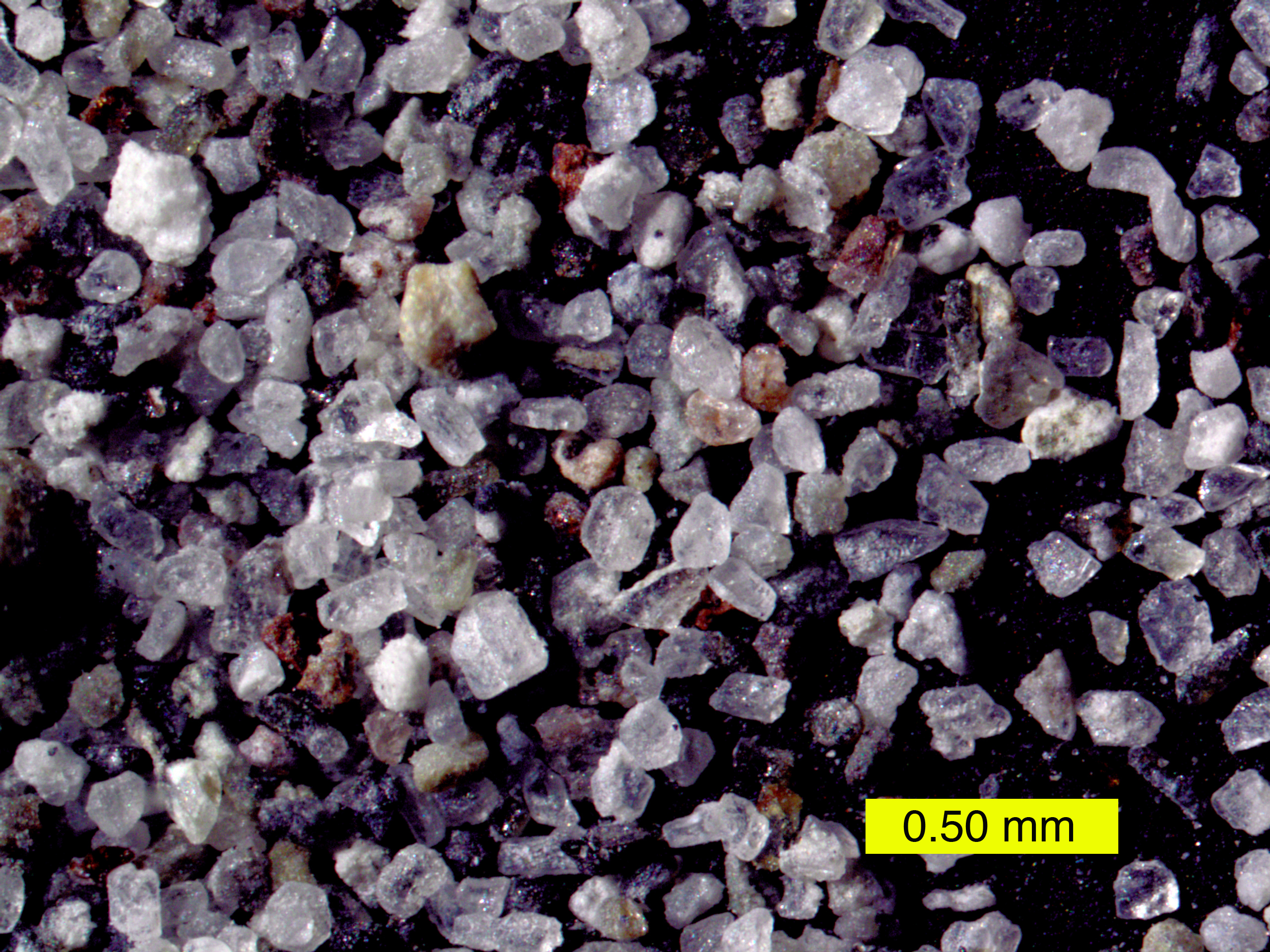
Так виглядає вулканічний попіл під бінокуляром. Виверження 1980 року вулкана Святої Єлени, Вашингтон, США

Вулкані́чний по́піл — пірокластичний матеріал (тефра) з розміром частинок менше 2 мм, що утворюється внаслідок дроблення вулканічними вибухами рідкої лави і вулканічних порід — продуктів більш ранніх вивержень.

## Загальний опис

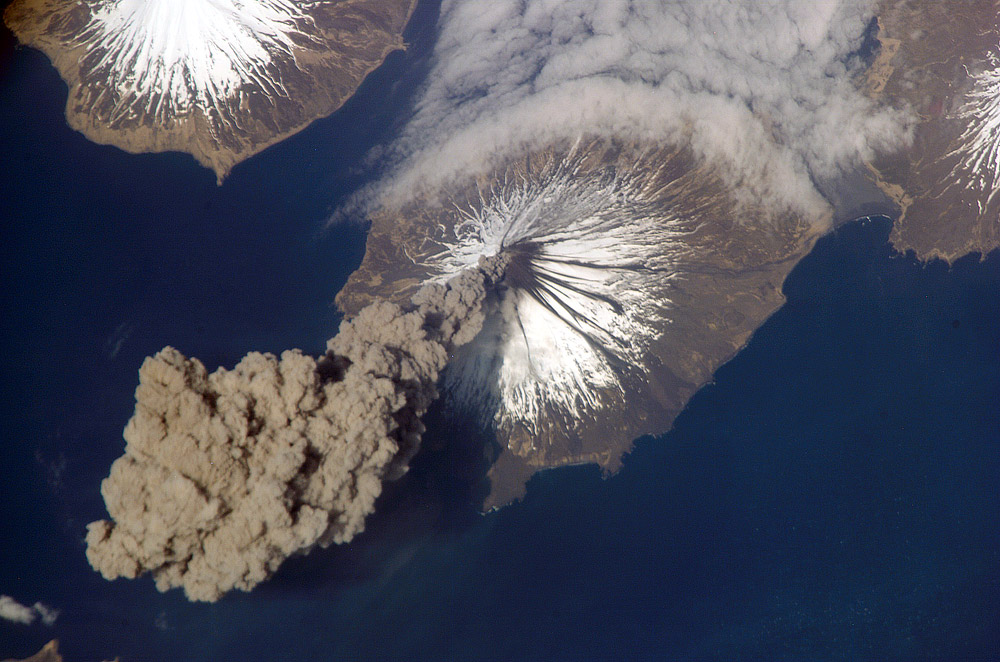
Викид вулканічного попелу. Вулкан Клівленд, Аляска

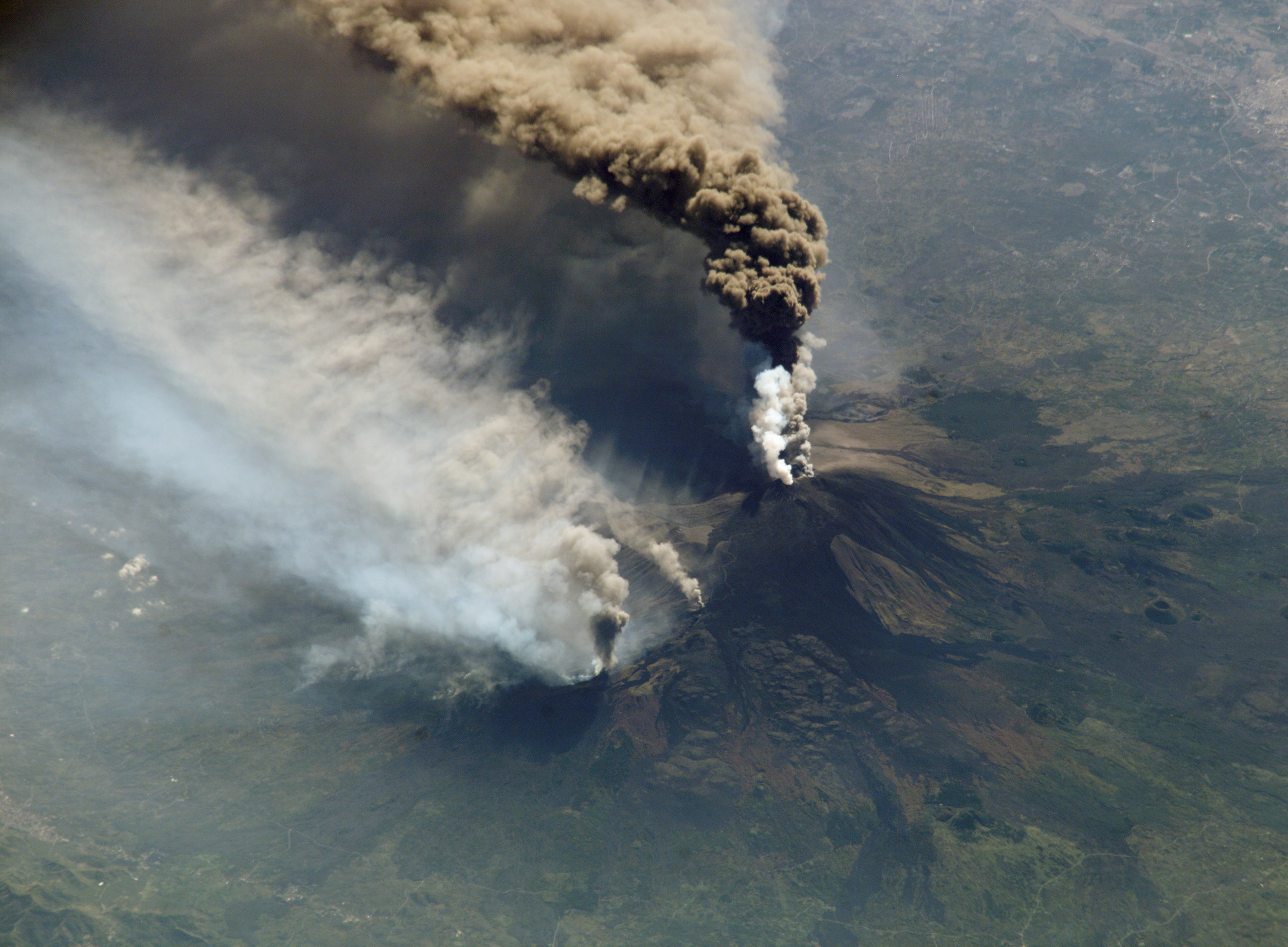
Стовпи вулканічного попелу з кратерів Етни в 2002 г. Світлина з космосу.

У залежності від розміру частинок, сили виверження і вітру вулканічний попіл може осідати на значному віддаленні від місця виверження, утворюючи маркувальні горизонти. Так, наприклад, при виверженні вулкана Кракатау (Індонезія) у 1883 вулканічний попіл облетів навколо Землі майже двічі. Ця особливість вулканічного попелу використовується в стратиграфії (тефрохронологічний метод кореляції товщ гірських порід). Щорічно вулкани Землі викидають близько 3·109 тон вулканічного попелу. Застосовується для виготовлення легких бетонів, тарного скла, цементів, теплоізоляційних матеріалів, фільтрувальних мас, як ґрунт для вирощування рослин тощо.
Експлозивна активність вулканів, за якої до атмосфери викидається вулканічний попіл, утворюючий еруптивні хмари, є одним з локальних джерел аероелектричних структур. 
Якщо провести натерте об синтетичну тканину органічне скло біля частинок попелу, то вони повертаються, змінюють нахил, зсуваються й переходять на скло. Частинки тонкодисперсного матеріалу мають здатність злипатися. Вчені пояснюють це наявністю у частинок нетрибогенних поверхневих йонно-електростатичних сил, які завжди є присутніми у будь-яких сипучих тонкодисперсних матеріалах (пил, порошки мінерального й органічного походження). На частинках аерозолю не виникає електрорушійної сили, оскільки у газовій фазі практично не відбувається електролітична дисоціація (діелектрична проникність середовища має дуже мале значення).

## Вплив на клімат
У процесі виверження вулканів до атмосфери викидається декілька десятків мільйонів тон ґрунту, більша частина якого переходить до аерозольного стану й переноситься на великі відстані, знижуючи прозорість атмосфери. Виверження Єллоустоунського супервулкану близько 639 тисяч років тому спровокували два періоди різкого похолодання, кожний з яких продовжувався близько 80 років. Подібні ситуації є близькими до тієї, яку називають ядерною зимою.  

## Приклади негативного впливу на довкілля і життя людей

У квітні 2010 року хмара вулканічного попелу, яка утворилася під час виверження вулкана Ейяф'ятлайокютль, призвела до кількаденного закриття повітряного простору в багатьох країнах Європи і, зокрема, в Україні. 
Вулканічний попіл складається з крихітних частинок (розміром до 4 мкм) гірських порід, мінералів та скла. Такі маленькі абразивні частинки, які складаються із дрібних уламків скла і каменя, часто трапляються гострими, вони ріжуть дихальні шляхи та органи дихання, у які потрапляють. Тому вулканічний попіл є небезпечним для життя. 
Для ліквідації вулканічного попелу пропонувалося застосування водяних розчинів ПАР у вигляді туману. Для покращення конденсації на поверхні частинок необхідне їх охолодження шляхом уведення охолодженого газу. Перенесення тепла від неперервної фази до дисперсної фізи розраховується шляхом оцінки зміни ентальпії дисперсної фази при її проходженні через кожний контрольний об'єм. 
Для захисту від шкідливого впливу вулканічного попелу рекомендується носити маски й поліетиленові шапки, а також вдягатися так, щоб закрити максимальну частину поверхні тіла. Рекомендуються поліетиленові плащі, оскільки у тканинах здатні накопичуватися дрібні частинки.  